# Bentley Continental R
De Bentley Continental R was een luxecoupé van het Britse prestige-automerk Bentley die van 1991 tot 2003 geproduceerd werd. Het was de eerste Bentley met een carrosserie die niet meer gedeeld werd met een Rolls-Royce-model sinds de S3 Continental uit 1965. Bij zijn introductie was het de duurste productieauto ter wereld. In 1995 werd een cabrioletversie gelanceerd met de naam Bentley Azure.

## Geschiedenis
Na 15 jaar van verwaarlozing, waarbij Bentley-modellen vaak niet meer waren dan gerebadgede Rolls-Royces en nog slechts een zeer klein percentage van de omzet van het bedrijf uitmaakten, rijpte begin jaren tachtig het plan om het Bentley-merk weer het sportieve imago van zijn beginjaren te geven. Als eerste stap werd in 1982 een model met turbocompressor van de standaard vierdeurs sedan van Bentley geïntroduceerd: de Mulsanne Turbo.
Vervolgens werd een coupéstudie met de naam "Project 90" besteld bij de Britse ontwerpers John Heffernan en Ken Greenley. Nadat het glasvezelmodel van deze Bentley-coupé met aerodynamisch afgeronde lijnen in 1985 op het Autosalon van Genève positief ontvangen werd, nam men het besluit om tot serieproductie over te gaan. De ontwikkeling begon in 1986 nadat de productie van de Rolls-Royce Camargue gestopt was. Het ontwerp werd verder verfijnd door Heffernan en Greenley, maar de basisindeling bleef hetzelfde. Het interieur was volledig het werk van Rolls-Royce hoofdontwerper Graham Hull en het kleine interne stylingteam van Rolls-Royce. De serieproductie van de Continental R begon in het voorjaar van 1991 na vijf jaar ontwikkeling.
Met de aanduiding "Continental" greep Bentley terug naar een modelnaam die in de jaren vijftig en zestig gebruikt werd voor sportieve en dure aanpassingen van de seriemodellen. Onder meer de Bentley R Type Continental uit 1952 en zijn opvolgers S1 Continental (1955-1959), S2 Continental (1959-1962) en S3 Continental (1962-1966), elk voorzien van individuele carrosserieën van gerenommeerde carrosseriefabrikanten, behoorden tot de duurste voertuigen van hun tijd. De Continental R was bedoeld om deze traditie voort te zetten. De "R" refereerde aan de Turbo R uit de jaren tachtig en negentig, waarbij de "R" staat voor "roadholding" (Nederlands: "wegligging").
De introductie van de Bentley Mulsanne Turbo en vervolgens de Continental R zorgde voor een heropleving van het merk Bentley en betekende de redding van Rolls-Royce. Later lag deze heropleving ook aan de basis van de verkoop en de scheiding van de merken Bentley en Rolls-Royce in 1998. Bentley werd opnieuw een op zichzelf staand merk onder de vleugels van Volkswagen AG.

## Continental R

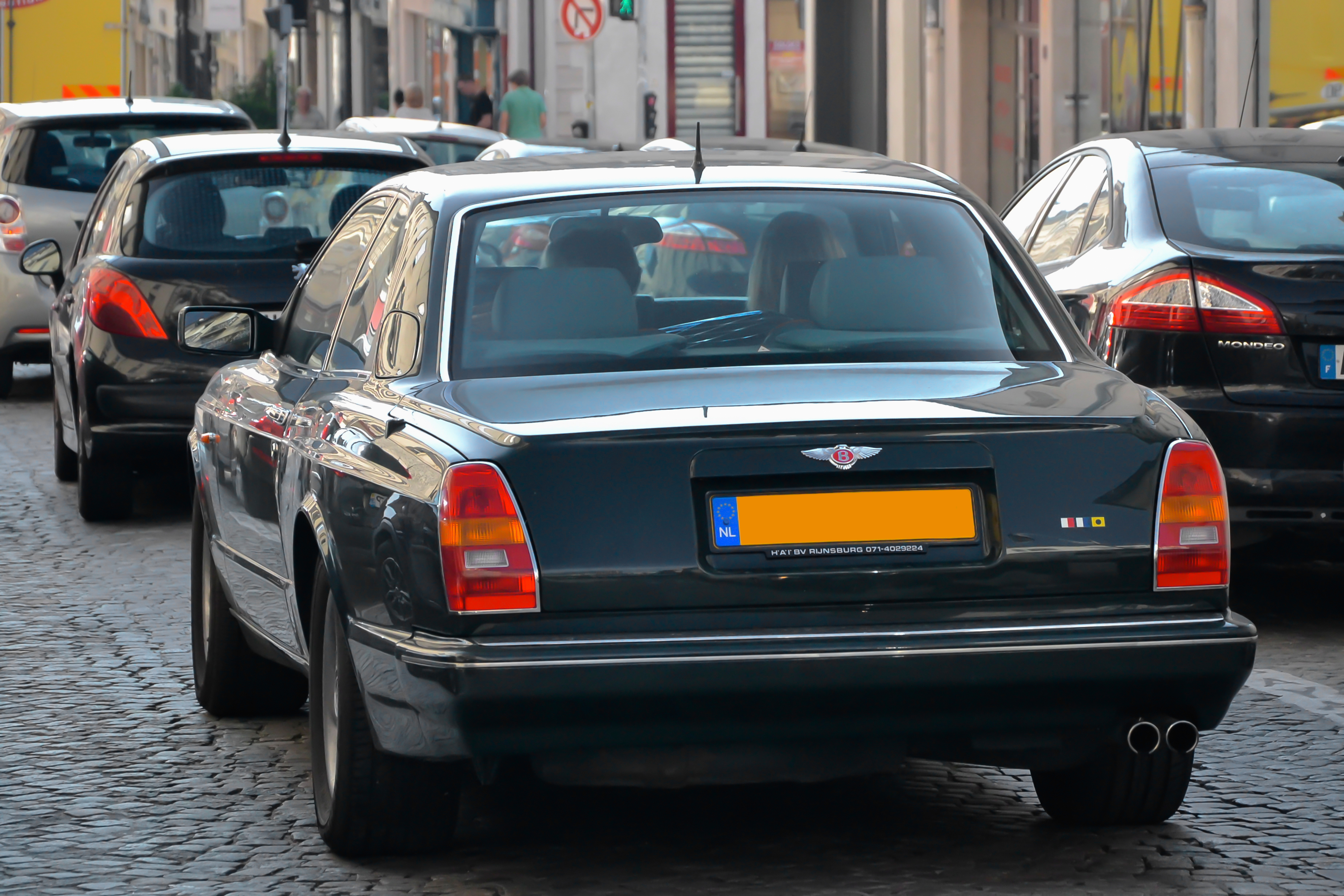
Continental R, achteraanzicht

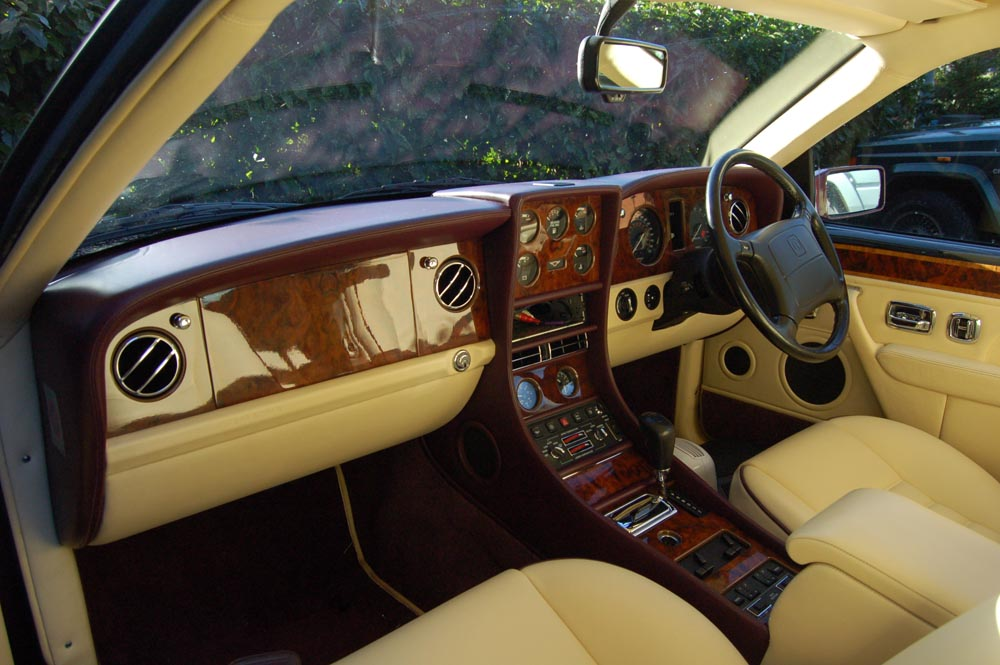
Continental R, interieur

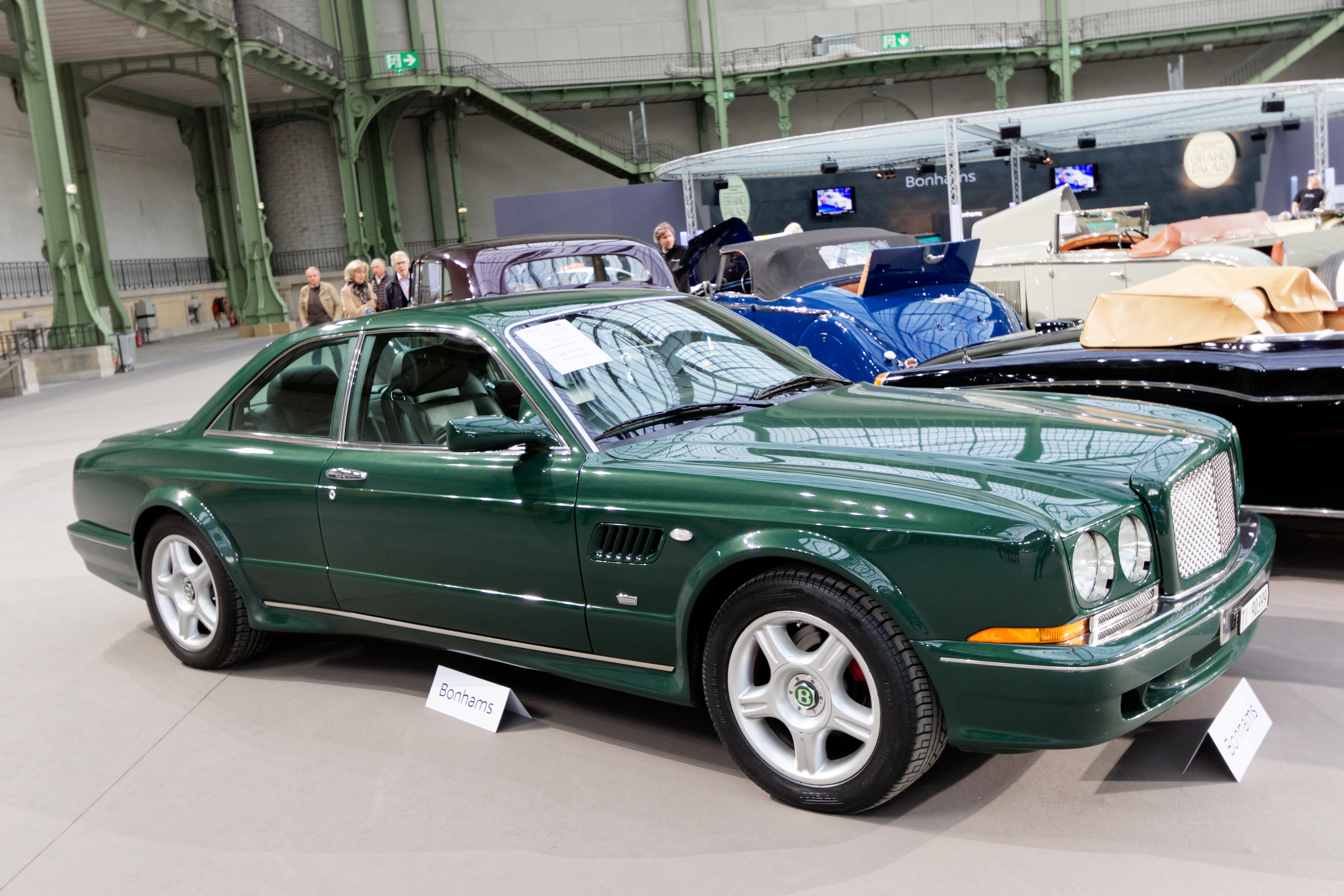
Continental R Le Mans

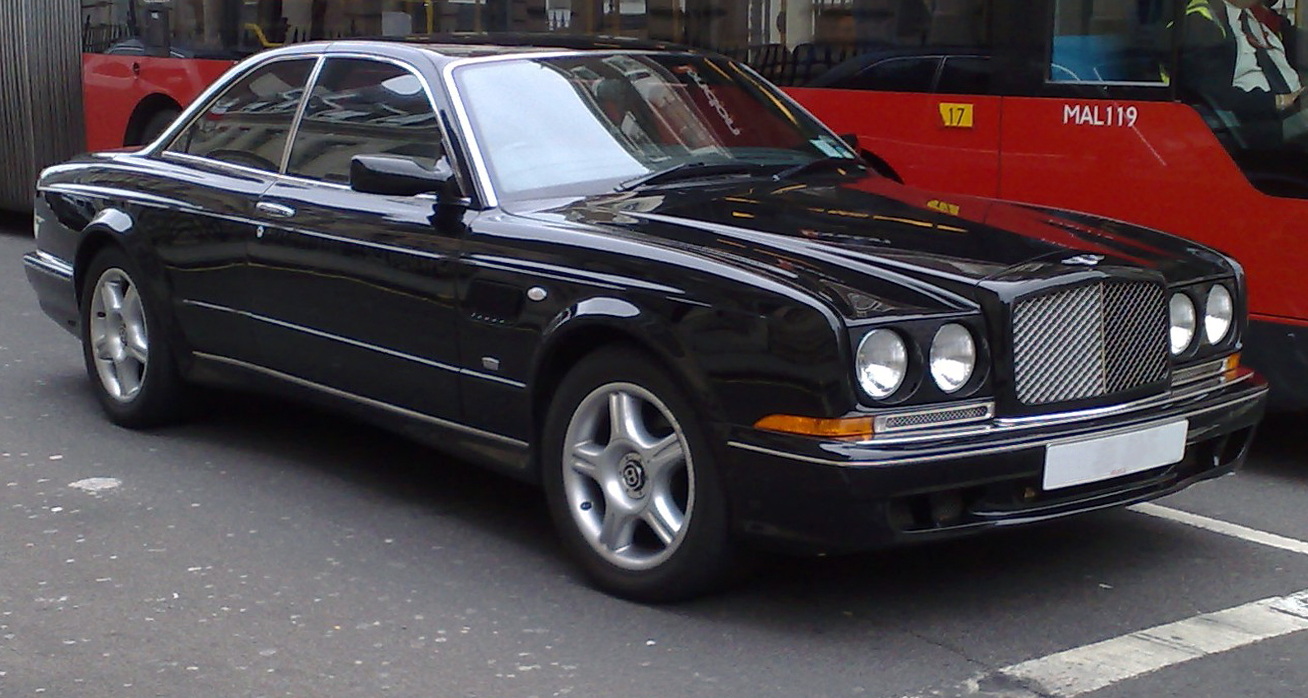
Continental R Mulliner

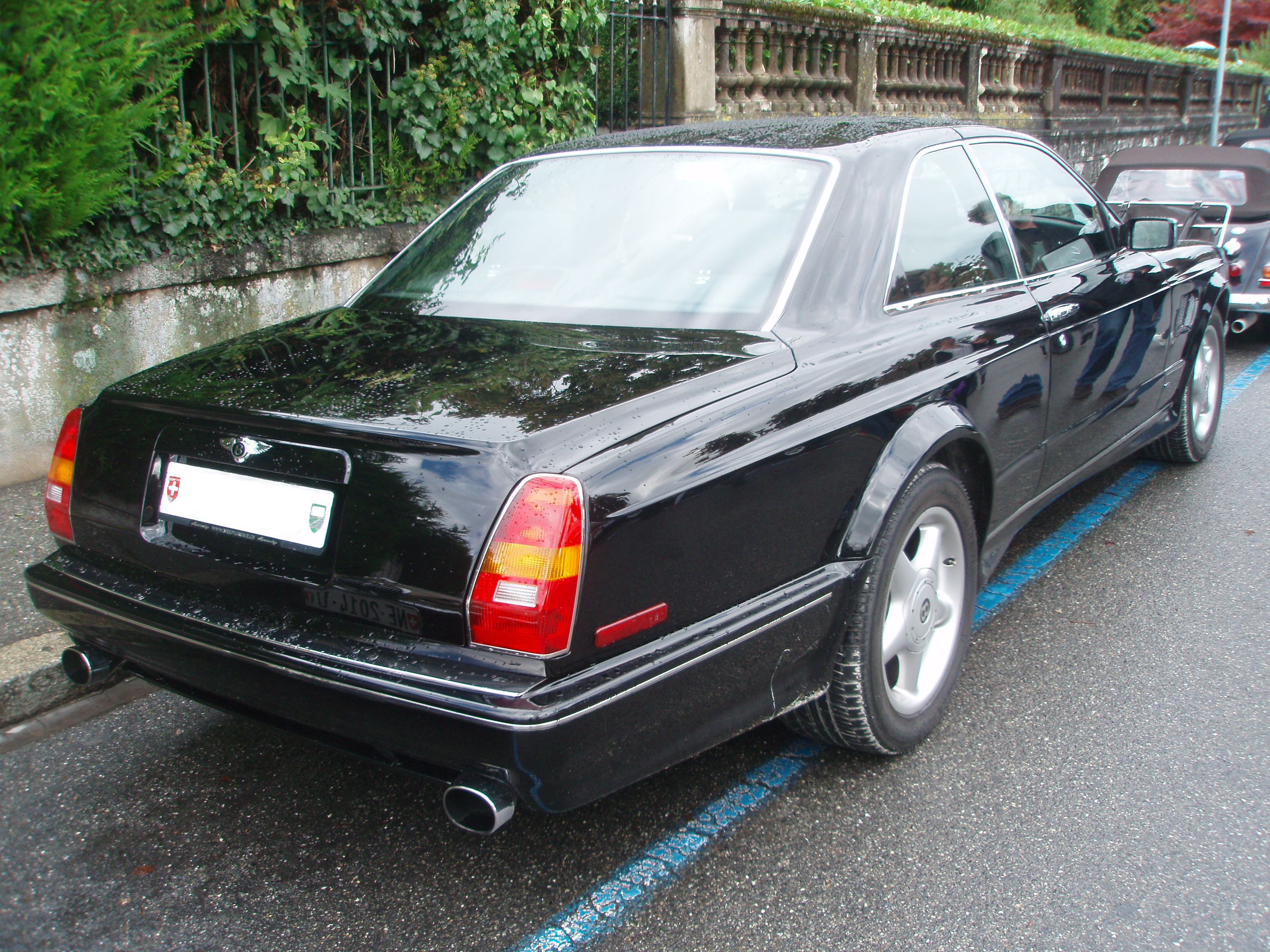
Continental R Mulliner, achteraanzicht

De Continental R was voorzien van de 6,75 liter V8-turbomotor uit de Bentley Turbo R. Aangezien het beleid van Rolls-Royce destijds was om geen officiële cijfers te verstrekken en het vermogen simpelweg te beschrijven als "voldoende", werd het motorvermogen geschat op 239 kW (325 pk). Met dit vermogen haalde de auto een topsnelheid van 233 km/u en een acceleratie van 0-100 km/u in ongeveer 6,6 seconden. De Continental R was voorzien van een gloednieuwe automatische transmissie, een zelfnivellerende hydraulische vering en geventileerde schijfremmen vooraan met dubbele remklauwen. Met een "Sport"-knop kon de automatische transmissie strakker gemaakt worden en de ophanging verstevigd worden om een agressievere rijstijl toe te laten.
In 1994 werden enkele wijzigingen doorgevoerd: de diameter van de lichtmetalen velgen werd vergroot tot 17 inch met een volledig nieuw 7-spaaks ontwerp en de cilinderkoppen werden onder handen genomen door Cosworth. Het vermogen van de motor werd nu geschat op 268 kW (365 pk).
De grootste wijzigingen vonden plaats in 1996. De auto's werden uitgerust met een intercooler, een digitaal geregelde turbo overboost en een verbeterd motormanagementsysteem dat de gasrespons en het brandstofverbruik ten goede kwam. Als gevolg daarvan nam het vermogen van de motor sterk toe, in die mate zelfs dat Rolls-Royce zijn beleid wijzigde en voor de allereerste keer de prestatiecijfers officieel vrijgaf: 287 kW (390 pk) en een maximumkoppel van 750 Nm. Geen enkele andere productieauto ter wereld leverde destijds een dergelijk koppel. De maximumsnelheid lag voortaan op 249 km/u en de acceleratie van 0-100 km/u nam minder dan 6 seconden in beslag. De auto's werden ook voorzien van nieuwe 17-inch lichtmetalen velgen, een elektronische tractiecontrolesysteem en een elektrisch verstelbaar stuur waarvan de instellingen samen met de geheugenposities van de zetel en de buitenspiegels konden bewaard worden.
In 1998 werden enkele kleinere cosmetische wijzigingen aangebracht, zoals kleine ventilatieopeningen onder de koplampen, een standaard lasergesneden radiatorrooster van gaas, herziene lichtmetalen velgen en kleine wijzigingen aan de voor- en achterbumpers.
Tussen 1999 en het einde van de productie in 2003 bood Bentley aan zijn klanten een verscheidenheid aan speciaal op maat gemaakte versies aan, waaronder de Continental R Millennium Edition, Continental R 420 en Continental R Le Mans.

### Continental R California Edition
De Continental R California Edition uit 1998 was een gelimiteerde oplage van zes coupés met een verbrede carrosserie en tal van andere unieke kenmerken, waaronder verchroomde koplampringen, spiegels en voor- en achterspoilers in carrosseriekleur, Continental T-bumpers voor- en achteraan, 18-inch velgen, een roestvrijstalen ovale uitlaatpijp en een turboboostmeter in de middenconsole. Nummer zes was uitgerust met de krachtige Continental T-motor die in 1998 beschikbaar kwam met een vermogen van 313 kW (426 pk) en een maximumkoppel van 881 Nm. De grotere remmen met dubbele remklauwen werden ook gemonteerd op nummer zes.

### Continental R Mulliner
De Continental R Mulliner, die geïntroduceerd werd op het Autosalon van Genève in 1999, was uitgerust met dezelfde motor als de Continental T. Deze motor had een vermogen van 313 kW (426 pk) en een maximumkoppel van 881 Nm, goed voor een geschatte topsnelheid van 274 km/u en een acceleratietijd van 0-100 km/u van ongeveer 5,6 seconden. Eén van de redenen dat de Continental R Mulliner ontstond, waren de klanten die het vermogen van de Continental T in de langere wielbasis van de Continental R wilden hebben.

## Continental S
De Bentley Continental S was een sportiever model dat tussen 1994 en 1995 in een beperkte oplage van slechts 37 exemplaren gebouwd werd voor gevestigde Bentley-klanten. De auto beschikte over een intercooler die het motorvermogen deed toenemen tot 287 kW (390 pk) en de acceleratietijd van 0-100 km/u verbeterde tot ongeveer 6,1 seconden. Daarna was de intercooler ook leverbaar in de reguliere Continental R.

## Continental T

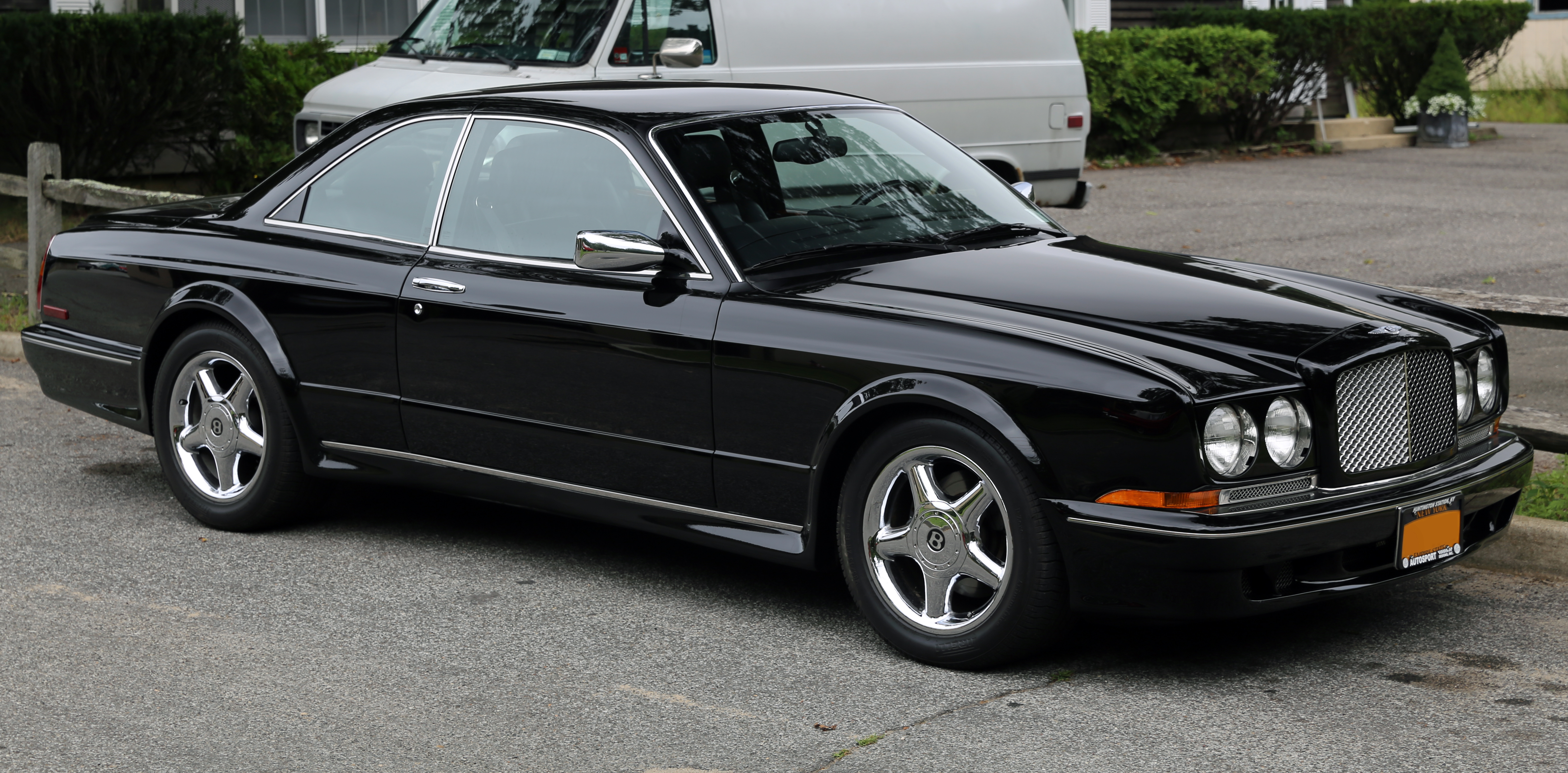
Continental T

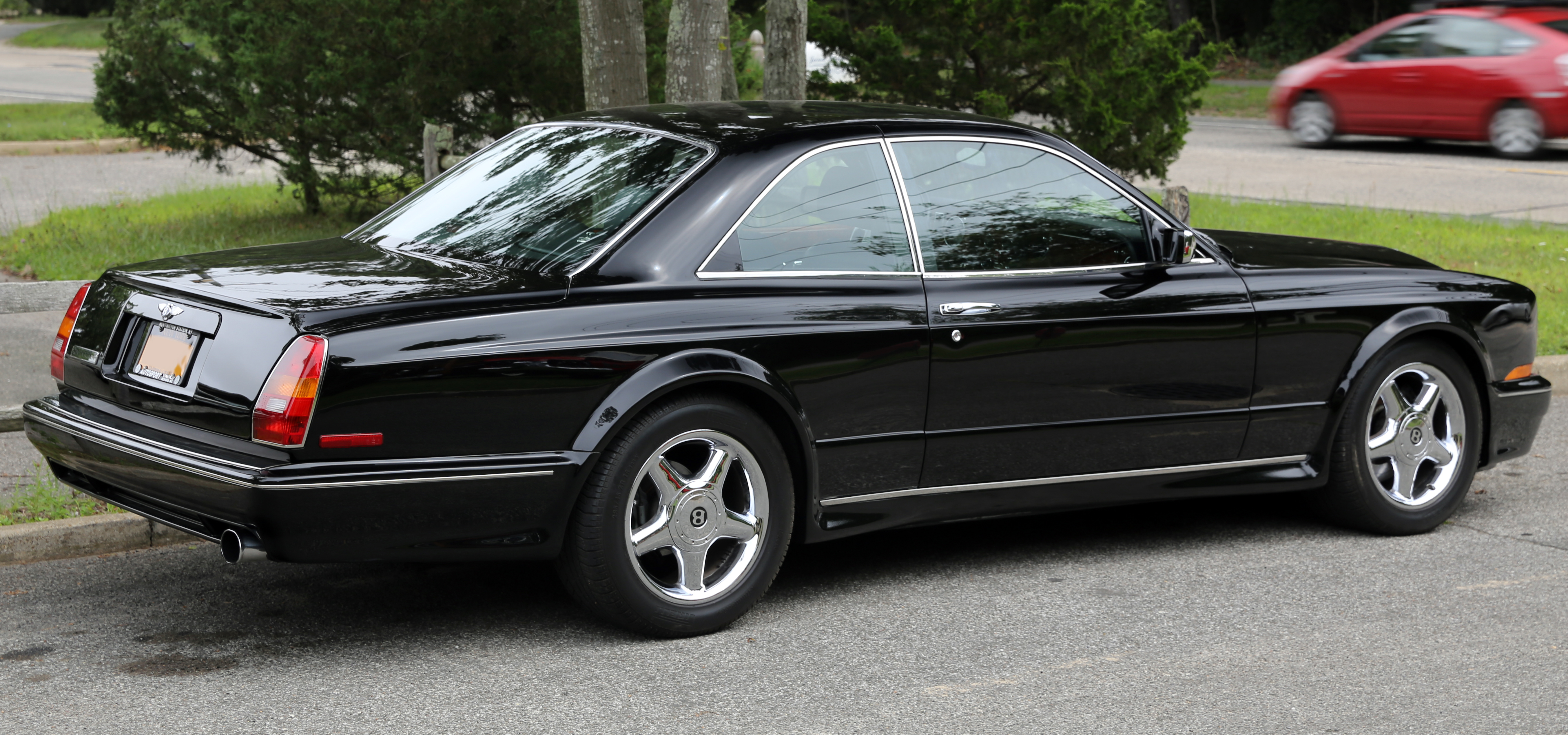
Continental T, achteraanzicht

De Bentley Continental T was een versie van de Continental R met korte wielbasis die iets meer vermogen, koppel en sportief rijgedrag bood, ten koste van de beenruimte achterin.
Bij zijn lancering in 1996 had de Continental T nog eens 11 kW (15 pk) en 54 Nm extra ten opzichte van de Continental R uit 1996, wat het totale motorvermogen en koppel op respectievelijk 294 kW (400 pk) en 800 Nm bracht. In 1998 werd dit verhoogd 313 kW (426 pk) en 881 Nm, goed voor een topsnelheid van naar schatting 274 km/u en een acceleratietijd van 0-100 km/u in 6,2 seconden. 
De Continental T heeft een sportiever uiterlijk dankzij een 102 mm kortere wielbasis en bredere randen langs wielkasten voor- en achteraan. De T was uitgerust met ABS-remmen en had ook grotere remschijven en dubbele remklauwen vooraan. Het interieur was voorzien van een dashboard in metaal met verchroomde instrumenten, lamswollen tapijten en een gepolijste aluminium afwerking, hoewel sommige auto's net als de Continental R uitgerust waren met een traditionele houten afwerking.
De Continental T was minstens 21% duurder dan de R en zo'n 7% duurder dan de Azure cabriolet.

### Continental Sedanca Coupé (SC)

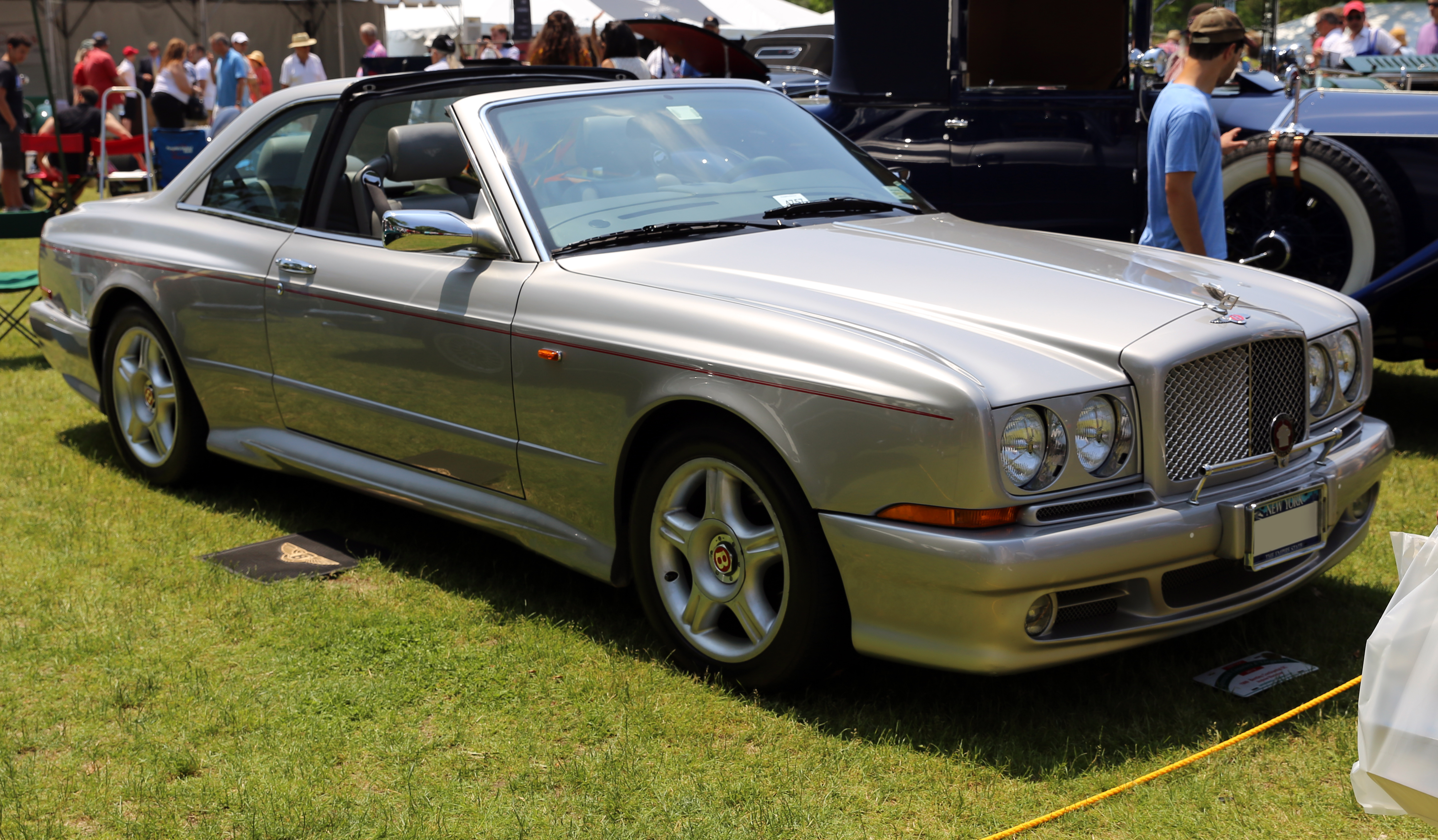
Continental SC

De Continental Sedanca Coupé (SC) was een gelimiteerde versie van de Continental T uit 1999 met een afneembaar dakpaneel over de voorstoelen. Er werden in totaal 79 exemplaren gebouwd, waarvan 6 met het Mulliner-pakket en 48 met het stuur links.

### Continental T Mulliner
De Continental T Mulliner werd geïntroduceerd in 1999 en had gemodificeerde schokdempers in combinatie met stijvere torsiestaven om het rijgedrag te verbeteren. De auto was te herkennen aan zijn gewijzigde bumpers met gemaasde luchtopeningen, sportieve dorpels en dubbele uitlaatpijpen aan de linker- en rechterachterkant.

## Productieaantallen
- Bentley Continental R:
  - Continental R (1991-2002): 1236
  - Continental R California Edition (1998): 6
  - Continental R Millennium Edition (2000): 10
  - Continental R Mulliner (1999-2003): 131
  - Continental R 420 (2000-2003): 38
  - Continental R Le Mans (2001): 46
- Bentley Continental S:
  - Continental S (1994-1995): 37
- Bentley Continental T:
  - Continental T (1996-2002): 322
  - Continental T Mulliner (1999): 23
  - Continental T Le Mans (2001): 5
  - Continental SC (1999): 73
  - Continental SC Mulliner (1999): 6